# Xenosoma costaricanum
Xenosoma costaricanum är en fjärilsart som beskrevs av Erich Martin Hering 1943. Xenosoma costaricanum ingår i släktet Xenosoma och familjen björnspinnare. Inga underarter finns listade i Catalogue of Life.